# Edi i Miś
Edi i Miś (ang. Eddy and the Bear, 2003) – brytyjski serial animowany emitowany dawniej w Wieczorynce w TVP1.
Serial posiada dwie wersje dubbingu – pierwsza była emitowana na kanale TVP1 od 25 lipca 2003 roku do 6 marca 2004 roku, a druga wydana na płytach DVD i VCD przez Cass Film.

## Wersja polska

### Wersja TVP
Opracowanie: TELEWIZJA POLSKA AGENCJA FILMOWA

Reżyseria: Dorota Kawęcka

Wystąpili:
- Katarzyna Tatarak – Edi
- Paweł Szczesny – Miś

i inni
Lektor: Krzysztof Mielańczuk

### Wersja DVD
Wersja polska: GMS RECORDS

Wystąpili:
- Edyta Torhan – Ryś (Edi)
- Leszek Filipowicz – Zdziś (Miś)
- Ireneusz Machnicki
- Iwona Rulewicz

i inni
Lektor: Ireneusz Machnicki

## Spis odcinków
| Premiera odcinka (TVP1) | N/o | Polski tytuł                                                                           | Angielski tytuł         |
| ----------------------- | --- | -------------------------------------------------------------------------------------- | ----------------------- |
|                         |     |                                                                                        |                         |
| SERIA PIERWSZA          |     |                                                                                        |                         |
|                         |     |                                                                                        |                         |
| 25.07.2003              | 01  | Najlepsze rzeczy w życiu (stary dubbing)Naprawdę, naprawdę fajne rzeczy (nowy dubbing) | The Best Things in Life |
|                         |     |                                                                                        |                         |
| 01.08.2003              | 02  | Przyjęcie dla Misia (stary dubbing)/Rysia przyjęcie dla Misia (nowy dubbing)           | Bear's Party            |
|                         |     |                                                                                        |                         |
| 08.08.2003              | 03  | Potwór z bagien (stary dubbing)/Stworek Upiorek (nowy dubbing)                         | The Bogeyman            |
|                         |     |                                                                                        |                         |
| 22.08.2003              | 04  | Przesyłka (stary dubbing)/List niespodzianka (nowy dubbing)                            | Something In The Post   |
|                         |     |                                                                                        |                         |
| 29.08.2003              | 05  | Jurajski miś (stary dubbing)/Misiozaurus Rex (nowy dubbing)                            | Jurassic Bear           |
|                         |     |                                                                                        |                         |
| 06.09.2003              | 06  | Fajne zabawy (nowy dubbing)                                                            | The Craze               |
|                         |     |                                                                                        |                         |
| 13.09.2003              | 07  | Duży i mały (nowy dubbing)                                                             | Big and Small           |
|                         |     |                                                                                        |                         |
| 20.09.2003              | 08  | Szata zdobi misia (stary dubbing)/Nie szata zdobi misia (nowy dubbing)                 | Clothes Make the Bear   |
|                         |     |                                                                                        |                         |
| 27.09.2003              | 09  | Dom z dala od domu (stary dubbing)/Nie ma jak w domu (nowy dubbing)                    | Home Away               |
|                         |     |                                                                                        |                         |
| 04.10.2003              | 10  | Co w kuchni pisczy (nowy dubbing)                                                      | What's Cooking          |
|                         |     |                                                                                        |                         |
| 11.10.2003              | 11  | Królowie Lasu (nowy dubbing)                                                           | Kings for a Day         |
|                         |     |                                                                                        |                         |
| 18.10.2003              | 12  | Rycerze kuchennego stołu (nowy dubbing)                                                | Brave Knights           |
|                         |     |                                                                                        |                         |
| 08.11.2003              | 13  | Statek kosmiczny (stary dubbing)                                                       | The Rocketship          |
|                         |     |                                                                                        |                         |
| 15.11.2003              | 14  | Jesteś moim bohaterem (stary dubbing)                                                  | You're My Hero          |
|                         |     |                                                                                        |                         |
| 22.11.2003              | 15  | Ptaszek (stary dubbing)                                                                | The Bird Between Us     |
|                         |     |                                                                                        |                         |
| 29.11.2003              | 16  | Kiedy dorosnę (stary dubbing)                                                          | When I Grow Up          |
|                         |     |                                                                                        |                         |
| 13.12.2003              | 17  | Wiekowe drzewo (stary dubbing)                                                         | Tree Time               |
|                         |     |                                                                                        |                         |
| 03.01.2004              | 18  | Misiowe opowieści (stary dubbing)                                                      | Beary Stories           |
|                         |     |                                                                                        |                         |
| 10.01.2004              | 19  |                                                                                        | A Box of Nothing        |
|                         |     |                                                                                        |                         |
| 17.01.2004              | 20  | Brokułowy zawrót głowy (stary dubbing)                                                 | Vegetable Matters       |
|                         |     |                                                                                        |                         |
| 27.12.2003              | 21  |                                                                                        | New Year Bear           |
|                         |     |                                                                                        |                         |
| 24.01.2004              | 22  | Zabawki (stary dubbing)                                                                | Stuff                   |
|                         |     |                                                                                        |                         |
| 31.01.2004              | 23  | Wakacje (stary dubbing)                                                                | Holiday                 |
|                         |     |                                                                                        |                         |
| 14.02.2004              | 24  | Chmury (stary dubbing)                                                                 | Clouds                  |
|                         |     |                                                                                        |                         |
| 21.02.2004              | 25  | Abrakadabra (stary dubbing)                                                            | Secrets                 |
|                         |     |                                                                                        |                         |
| 06.03.2004              | 26  | Czas na porządki (stary dubbing)                                                       | Time to Tidy            |
|                         |     |                                                                                        |                         |